# Fucking with Fire – Live
Fucking with F*** - Live живий концерт на DVD і CD німецького павер-метал гурту Edguy. Це другий концертний альбом, після виходу у 2003 році Burning Down the Opera,  і перший концертний DVD, який був записаний під час туру Rocket Ride у 2006 році, Сан-Паулу, Бразилія. Альбом був виданий як подвійний CD album, а також як набір з  двох CD і DVD дисків.
Назва альбому взята з назви композиції "Fucking with Fire (Hair Force One)" з альбому 2006 року Rocket Ride.

## Список композицій
1. "Catch of the Century"
2. "Sacrifice"
3. "Babylon"
4. "Lavatory Love Machine"
5. "Vain Glory Opera"
6. "Land of the Miracle"
7. "Fucking with Fire (Hair Force One)"
8. "Superheroes"
9. "Save Me"
10. "Tears of a Mandrake"
11. "Mysteria"
12. "Avantasia"
13. "King of Fools"
14. "Out of Control"

## DVD бонусні матеріали
Дорожні відео

Інтерв'ю

Музичні відео
- "King of Fools"
- "Lavatory Love Machine"
- "Superheroes"
- "Ministry of Saints"

## Учасники
- Тобіас Саммет - вокал
- Йенс Людвіг - гітара
- Дірк Зауер - гітара
- Тобіас 'Еггі' Ексель - бас-гітара
- Фелікс Бонке - ударні

## Примтіки
1. ↑  Hartranft, Craig (5 жовтня 2009). Edguy: F*cking With Fire Live. Dangerdog Music Reviews. Архів оригіналу за 15 вересня 2013. Процитовано 10 жовтня 2012.
2. ↑  Edguy Metal Hammer Suchergebnis (German) . Metal Hammer. April 2011. Архів оригіналу за 18 жовтня 2012. Процитовано 7 жовтня 2012. [Архівовано 2024-05-26 у Archive.is]